# Semiothisa madopata
Semiothisa madopata là một loài bướm đêm trong họ Geometridae.